# Moebelia
Moebelia és un gènere d'aranyes araneomorfes de la subfamília Erigoninae, dins de la família Linyphiidae. Es poden trobar a la zona paleàrtica.
Fou descrit per primera vegada per Friedrich Dahl l'any 1886.
El gènere Araeoncoides Wunderlich, 1969 és un sinònim

## Llista d'espècies
Segons The World Spider Catalog 12.0::
- Moebelia berolinensis (Wunderlich, 1969) – Alemanya
- Moebelia penicillata (Westring, 1851) (Espècie tipus) – Europa, Caucas
- Moebelia rectangula Song & Li, 2007 – Xina